# Ludwigsorde (Beieren)

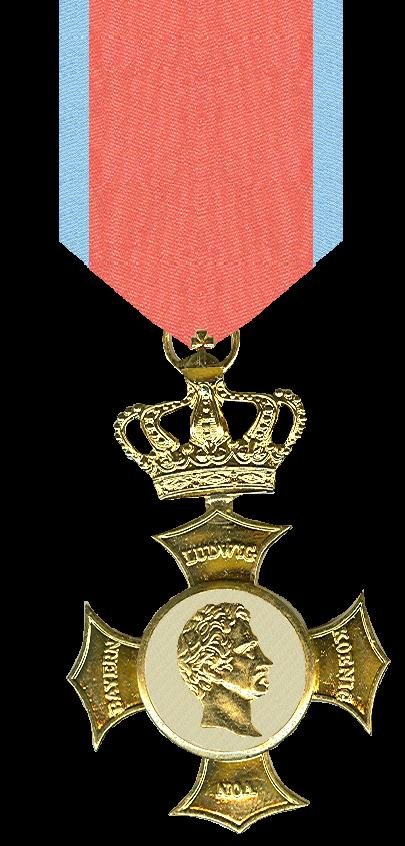
Het kruis aan het lint van de Ludwigs-Orde. Particuliere verzameling Groningen

De (Koninklijke) Ludwigsorde (Duits Königlicher Ludwigs-Orden) was een orde van het koninkrijk Beieren en werd op 27 augustus 1827 door koning Lodewijk I van Beieren gesticht om 50-jarige trouwe dienst aan het Koninklijk Hof, in de ambtenarij, het leger of een kerkelijk ambt te belonen.
 De Orde werd ongeveer 130 maal per jaar aan jubilarissen met de rang van officier of "raad" verleend. Anderen kregen een gouden penning.
 Deze penning mochten de erfgenamen houden, het kruis moest weer aan de Beierse kanselarij worden teruggegeven.

Het met een gouden koningskroon gedekte kruis van de orde, die slechts één klasse had, was van goud en droeg een wit porseleinen medaillon met het gouden portret van de koning in reliëf.
Op de armen staat aan de voorzijde: "LUDWIG KÖNIG VON BAYERN" en op de keerzijde "AM 25. AUGUST 1827".

In het medaillon op de keerzijde staat in een groene krans "FÜR EHRENVOLLE FÜNFZIG JAHRE".
Het lint is rood met helblauwe strepen en de Orde werd op de linkerborst gedragen.
De Orde is een van de historische orden van Beieren.
 In 1918 werd de Orde door de in dat jaar uitgeroepen Beierse Republiek afgeschaft.
Sint Anna-orde ·
Bloemenorde ·
Sint-Elisabeth-orde ·
Orde van de Fürstprängler ·
Huisridderorde van de Heilige Georg ·
Ridderlijk Gezelschap van de Heilige Georg in Franken ·
Huisridderorde van de Heilige Michaël ·
Huisridderorde van Sint-Hubertus ·
Orde van Verdienste van de Beierse Kroon ·
Orde van de Leeuw van de Palts ·
Ludwigsorde ·
Militaire Max Joseph-Orde ·
Maximiliaansorde voor Wetenschap en Kunst ·
Beierse Maximiliaansorde voor Wetenschap en Kunst ·
Orde voor de Militaire Gezondheidszorg ·
Ordre de Parfaite Amitié ·
Orde van de Rode Adelaar ·
Theresia-orde ·
Beierse Orde van Verdienste ·
Orde van Militaire Verdienste ·
Ludwigsmedaille
Zie ook: Ridderorden in Beieren · Onderscheidingen in Beieren